# Gorla Minore
Gorla Minore (lombardul: Gòrla Minor) település Olaszországban, Varese megyében. Lakosainak száma 8131 fő (2023. január 1.). Gorla Minore Gorla Maggiore, Olgiate Olona, Cislago, Marnate, Solbiate Olona, Mozzate és Rescaldina községekkel határos.

## Népesség
A település népességének változása:
| Lakosok száma | 8401 | 8370 | 8131 |
|               | 2017 | 2018 | 2023 |